# Cornelis Vroom
Pour les articles homonymes, voir Vroom (homonymie).
Cornelis Vroom ou Cornelis Hendricksz Vroom (1591, Haarlem (ou Gdansk?) – 1661, Amsterdam) est un peintre néerlandais du siècle d'or. Il est connu pour ses peintures de paysages et de marines.

## Biographie
Cornelis Vroom est né vers 1591 probablement à Haarlem aux Pays-Bas, mais possiblement à Gdansk en Pologne. Il est le fils aîné du peintre Hendrick Cornelisz Vroom, et frère de Jacob et Frederick Vroom, et le père de Jacob Cornelisz Vroom. Il étudie auprès de son père Hendrick et devient son assistant dans son atelier. Durant son jeune âge, il a probablement voyagé en Italie. Il séjourne également à Londres en 1628. En 1630, il habite à Beverwijk chez sa sœur Cornelia. En 1631, il revient vivre à Haarlem et il devient membre de la Guilde de Saint-Luc de Haarlem en 1634.  Il peint et décore en 1638 le Palais Honselaersdijk à Naaldwijk.  Il est considéré comme un précurseur de Jacob van Ruisdael. Vroom reçoit de la cour royale de nombreuses commandes, en particulier celles de Constantijn Huygens. Il collabore beaucoup avec Jacob van Campen.
Il meurt en septembre 1661 et est enterré le 16 septembre à l'Église Saint-Bavon de Haarlem.

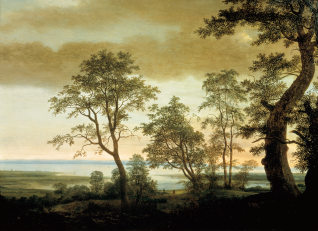
Paysage de rivière avec des arbres, Cornelis Vroom

## Œuvres
- Trois arbres, avec au loin des bateaux[2], Rijksmuseum, Amsterdam